# Ridgetop
Ridgetop é uma cidade localizada no estado norte-americano de Tennessee, no Condado de Davidson e Condado de Robertson.

## Demografia
Segundo o censo norte-americano de 2000, a sua população era de 1083 habitantes.
Em 2006, foi estimada uma população de 1697, um aumento de 614 (56.7%).

## Geografia
De acordo com o United States Census Bureau tem uma área de
4,1 km², dos quais 4,1 km² cobertos por terra e 0,0 km² cobertos por água.

## Localidades na vizinhança
O diagrama seguinte representa as localidades num raio de 16 km ao redor de Ridgetop.